# Рыбальченко, Семён Васильевич
Семён Васи́льевич Рыба́льченко (1 февраля 1908, Новый Егорлык, Ставропольская губерния — 7 апреля 1944, Унгенский район) — участник Великой Отечественной войны, парторг роты 248-го стрелкового полка (31-я стрелковая дивизия, 52-я армия, 2-й Украинский фронт), ефрейтор. Герой Советского Союза.

## Биография
Родился 1 февраля 1908 года в селе Новый Егорлык Медвеженского уезда Ставропольской губернии (ныне село территориально входит в состав Сальского района Ростовской области) в казачьей семье. Русский.
Окончил 5 классов. Работал шофёром и комбайнёром в совхозе «Комиссаровский» Дубовского района Ростовской области.
В Красной Армии с февраля 1942 года, с декабря 1942 — на фронте. Член КПСС с 1943 года.
Парторг роты стрелкового полка ефрейтор Рыбальченко отличился в боях 27—30 марта 1944 года за села Кирилень и Грасень Молдавской ССР. При прорыве обороны противника первым врывался в опорные пункты врага, увлекая за собой бойцов. В уличных боях и при отражении многократных вражеских контратак уничтожил до 20 и захватил в плен 10 гитлеровцев.
Погиб в бою 7 апреля 1944 года.
Похоронен в братской могиле в селе Тодирешты Унгенского района Молдавии.

## Награды
- Звание Героя Советского Союза присвоено 13 сентября 1944 года посмертно.
- Награждён орденом Ленина и медалями.

## Память
- Именем Рыбальченко С.В. названа одна из улиц в городе Сальске (Низовский район).

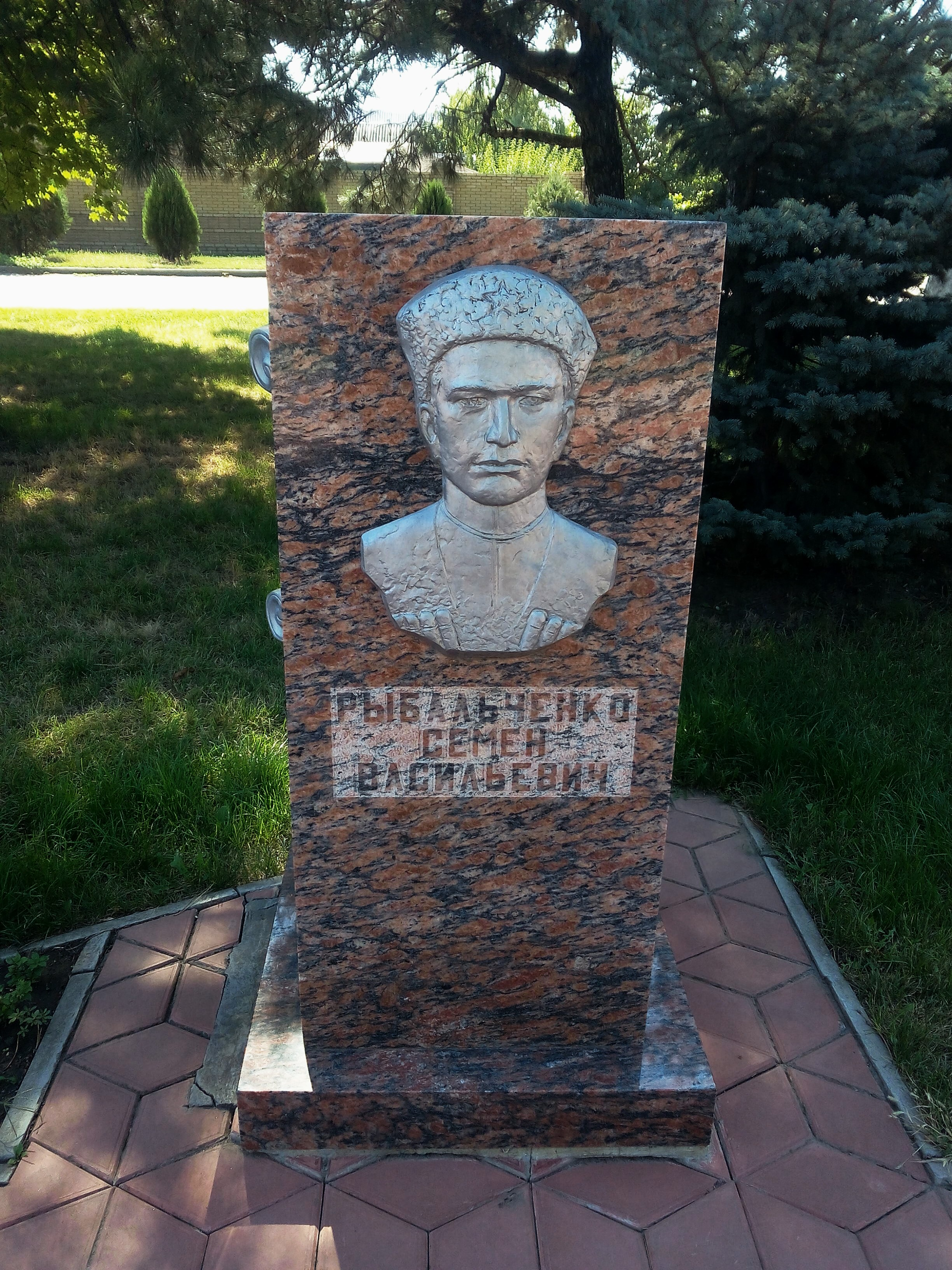
г. Сальск, памятная стела с барельефом Рыбальченко С.В.

- г. Сальск, памятная стела с барельефом Рыбальченко С.В.на Аллее Героев площади Свободы города Сальска установлена памятная стела с барельефом Рыбальченко С.В.